# أحفاد الشمس
أحفاد الشمس ((هانغل: 태양의 후예)) هو مسلسل تلفزيوني كوري جنوبي بث على قناة كي بي إس 2 في الفترة من 24 فبراير إلى 14 أبريل 2016.

## القصة
يتحدث المسلسل ” عن “يوو شي جين” وهو قائد وحدة قيادة العمليات الخاصة التابعة لقوات حفظ السلام للأمم المتحدة. الذي تم ارساله إلى “أوروك” وهي إحدى دول شرق أوروبا تمزقت بفعل الحرب. هناك يلتقي بالطبيبة “كانغ مو يون” وهي طبيبة متطوعة من منظمة أطباء بلا حدود. سيرتبطان بشكل تدريجي عندما يتقابلان أثناء إنقاذهم للأرواح في مناطق الكوارث ويقعان في الحب.

## بطولة
- سونغ جونج كي في دور يوو شي جين
- سونغ هاي كيو في دور كانغ مو يون
- جين وو في دور سيو داي يونغ
- كيم جي وون في دور ميونغ جو

## الاستقبال
حقق المسلسل نجاحًا كبيرًا في كوريا الجنوبية حيث اجتذب جمهور ضخم، بلغت نسبة المشاهدة 38.8٪، كذلك حصل على العديد من الجوائز، مثل الفوز بالجائزة الكبرى في حفل توزيع جوائز بيكسانغ للفنون ال52 ؛ وحصل على جائزة أفضل عرض لهذا العام من قبل هيئة الإذاعة الكورية.
تم بث المسلسل في جميع أنحاء آسيا حيث كان يتمتع بشعبية كبيرة. وكان له الفضل الأكبر في ارتفاع السياحة إلى كوريا. تم بث المسلسل محليا في الفلبين ، وفيتنام ، كما حصل الممثلون في المسلسل على اطراء دولي.
حظي أحفاد بشعبية هائلة على الصعيدين المحلي والعالمي، مع ذروة تقييم 40٪ في كوريا الجنوبية، وكذلك دوليًا، حيث تم بيعه إلى 32 دولة وترجم إلى 32 لغة مختلفة. ساعد نجاح الدراما في تقوية موجة هاليو، وتعزيز السياحة ونشر الثقافة الكورية. كما تمت مشاهدة المسلسل في كوريا الشمالية، إحدى أكثر الدول عزلة في العالم.

### تأثيره على الاقتصاد
ساعد نجاح الدراما على تعزيز الاقتصاد الكوري. والمساهمة في زيادة عدد السياح والمبيعات الخارجية للمنتجات (الصادرات) وخلق فرص عمل جديدة. تم الإعلان عن ربح المسلسل 3 مليار وون من إعلانات للمنتجات (PPL) و 10 مليارات وون من مبيعات المسارات الصوتية وخدمة الفيديو عند الطلب. وفقًا للتقارير، فإن الآثار الاقتصادية للمسلسل تقدر بما يزيد عن 1 تريليون وون (880 مليون دولار).

## المشاهدات
| الحلقة | تاريخ البث الأصلي | تقييمات           | تقييمات        | تقييمات           | تقييمات        |
| الحلقة | تاريخ البث الأصلي | تقييمات TNmS.     | تقييمات TNmS.  | نيلسن كوريا       | نيلسن كوريا    |
| الحلقة | تاريخ البث الأصلي | على الصعيد الوطني | سيول           | على الصعيد الوطني | سيول           |
| ------ | ----------------- | ----------------- | -------------- | ----------------- | -------------- |
| 1      | 24 فبراير 2016    | 12.6٪ (السابع)    | 12.7٪ (الرابع) | 14.3٪ (الرابع)    | 14.4٪ (الرابع) |
| 2      | 25 فبراير 2016    | 13.5٪ (السادس)    | 14.5٪ (الرابع) | 15.5٪ (الثالث)    | 16.0٪ (الرابع) |
| 3      | 2 مارس 2016       | 21.8٪ (الثاني)    | 22.7٪ (الأول)  | 23.4٪ (الثاني)    | 24.6٪ (الثاني) |
| 4      | 3 مارس 2016       | 22.9٪ (الثاني)    | 23.5٪ (الثاني) | 24.1٪ (الثاني)    | 25.1٪ (الثاني) |
| 5      | 9 مارس 2016       | 24.6٪ (الثاني)    | 26.3٪ (الأول)  | 27.4٪ (الأول)     | 29.2٪ (الأول)  |
| 6      | 10 من آذار 2016   | 25.4٪ (الثاني)    | 27.6٪ (الأول)  | 28.5٪ (الأول)     | 29.8٪ (الأول)  |
| 7      | 16 من آذار 2016   | 27.0٪ (الثاني)    | 28.9٪ (الأول)  | 28.3٪ (الأول)     | 30.1٪ (الأول)  |
| 8      | 17 من آذار 2016   | 25.9٪ (الثاني)    | 28.7٪ (الأول)  | 28.8٪ (الأول)     | 30.5٪ (الأول)  |
| 9      | 23 مارس 2016      | 29.7٪ (الأول)     | 32.3٪ (الأول)  | 30.4٪ (الأول)     | 31.0٪ (الأول)  |
| 10     | 24 مارس 2016      | 28.8٪ (الأول)     | 31.0٪ (الأول)  | 31.6٪ (الأول)     | 33.3٪ (الأول)  |
| 11     | 30 مارس 2016      | 29.1٪ (الثاني)    | 31.3٪ (الأول)  | 31.9٪ (الأول)     | 33.5٪ (الأول)  |
| 12     | 31 مارس 2016      | 31.1٪ (الأول)     | 33.9٪ (الأول)  | 33.0٪ (الأول)     | 34.3٪ (الأول)  |
| 13     | 6 أبريل 2016      | 30.4٪ (الأول)     | 33.7٪ (الأول)  | 33.5٪ (الأول)     | 35.0٪ (الأول)  |
| 14     | 7 أبريل 2016      | 31.1٪ (الأول)     | 33.5٪ (الأول)  | 33.0٪ (الأول)     | 35.6٪ (الأول)  |
| 15     | 13 أبريل 2016     | 31.1٪ (الأول)     | 35.6٪ (الأول)  | 34.8٪ (الأول)     | 37.5٪ (الأول)  |
| 16     | 14 أبريل 2016     | 35.3٪ (الأول)     | 40.5٪ (الأول)  | 38.8٪ (الأول)     | 41.6٪ (الأول)  |
| المعدل | المعدل            | 26.3٪             | 28.5٪          | 28.6٪             | 30.1٪          |

## الإنتاج
- تخطيط: قسم كي بي إس دراما
- فريق الإنتاج: إستوديو &نيوز & بارنسون أي ان سي & كي بي إس N.[24]

تم إنتاج مسلسل «أحفاد الشمس» مسبقًا بالكامل قبل البث وهو خروج عن التنسيق الإنتاج المباشر الذي يميز معظم الأعمال الدرامية الكورية.
الدراما هي مشروع عودة سونغ جونج كي بعد خدمته العسكرية الإلزامية لمدة عامين.
تكلفة الإنتاج لهذه الدراما حوالي 13 مليار وون (حوالي 10.8 مليون دولار) للإنتاج.

## روابط خارجية
- أحفاد الشمس على موقع IMDb (الإنجليزية)
- أحفاد الشمس على موقع نتفليكس (الإنجليزية)
- أحفاد الشمس على موقع فيلمافينيتي (الإسبانية)
- أحفاد الشمس على موقع كينوبويسك (الروسية)
- أحفاد الشمس على موقع قاعدة بيانات الفيلم (الإنجليزية)